# Шимолин, Павел Евсимонович
Па́вел Евсимонович Шимо́лин (14 января 1923 — 25 октября 1996) — советский рабочий-токарь, Герой Социалистического Труда, участник Великой Отечественной войны.

## Биография
Родился в 1923 году деревне Нижний Катарач, входившей в Шадринский уезд Екатеринбургской губернии (в настоящее время в составе Талицкого района Свердловской области). Жил в Свердловске. В 1942 году был призван в Красную Армию, с 27 декабря 1942 года на сражался на фронтах Великой Отечественной войны. Служил наводчиком орудия 1007-го легкоартиллерийского полка, позднее командиров орудия в том же полку.
В боях 26-27 августа 1943 года у города Севск наводчик Шимолин уничтожил вражеские дзот, блиндаж и две огневые точки, способствовал отражению контратаки противника и уничтожению артиллерийской и миномётной батарей врага. С 1943 года член ВКП(б).
7 марта 1945 года в районе города Голнов (Германия) орудие сержанта Шимолина было выкачено на прямую наводку и вступило в бой с контратаковавшей немецкой колонной. Находясь под непрерывным обстрелов вражеских автоматчиков Павел Шимолин уничтожил 63 солдата и офицера противника, 4 ручных и 1 станковый пулемёт. 15 марта 1945 года при ликвидации немецкого плацдарма на восточном берегу Одера у Штеттина Шимолин, выкатив орудие на прямую наводку, поддерживал атаку советских танков, уничтожив до взвода вражеских солдат и принудив сдаться в плен 34 немецких солдат и 3 унтер-офицеров. 17 марта в бою в деревне Ретцовсфельде Шимолин поджёг тяжелую самоходную установку противника, был контужен, но продолжил бой, уничтожив две огневые точки, мешавшие продвижению советских солдат. За бои в марте 1945 года Павел Шимолин был представлен к званию Героя Советского Союза, но был награждён орденом Красной Звезды.
В 1964 году переехал в Тольятти. Работал токарем сборочного цеха № 17 завода «Волгоцеммаш».
Жил в Тольятти, скончался в 1996 году, похоронен на Баныкинском кладбище.

## Награды
- Герой Социалистического Труда (20 апреля 1971, за большие успехи в выполнении заданий пятилетнего плана и заслуги в развитии строительного, дорожного и коммунального машиностроения).
- Орден Ленина (20 апреля 1971);
- Орден Отечественной войны I степени (6 апреля 1985);
- Орден Отечественной войны II степени (9 октября 1943);
- Орден Красной Звезды (3 апреля 1945);
- Орден Славы 3-й степени (17 ноября 1943).